# Muerte de la Virgen (Caravaggio)
La Muerte de la Virgen (en italiano, Morte Della Vergine) es una obra maestra del pintor italiano Caravaggio. Está realizada al óleo sobre lienzo, hecha en el año 1606, y se conserva actualmente en el Museo del Louvre de París, con el título de La Mort de la Vierge. El carácter monumental de esta pintura y su concepción fueron determinantes en el nacimiento de la escuela napolitana del Seicento. Se lo considera el cuadro más profundamente religioso del Seicento italiano.

## Historia
Es una obra cercana en el tiempo a la Madonna con el niño y Santa Ana (Dei Palafrenieri), actualmente en la Galería Borghese. Le fue encargada por Laerzio Cherubini, un abogado papal, para su capilla en la iglesia carmelita de Santa Maria della Scala, en el Trastevere, Roma, en 1601.
Esta pintura no pudo estar terminada antes de 1605-1606. La representación de la Virgen María causó cierto escándalo, y fue rechazada como inadecuada para la parroquia, que en su lugar puso un cuadro sobre el mismo tema realizado por Carlo Saraceni. Por consiguiente, y por recomendación de Pedro Pablo Rubens, que la ensalzó como una de las mejores obras de Caravaggio, el cuadro fue comprado por el duque de Mantua, Vincenzo Gonzaga, por trescientos ducados. Antes de abandonar Roma, esta obra fue expuesta en la Accademia di San Luca.
Después de pertenecer a los Gonzaga, fue adquirida por Carlos I de Inglaterra y, tras la venta de su almoneda, pasó al banquero Everhard Jabach y, mediante adquisición en 1671, al rey Luis XIV de Francia.

## Análisis del cuadro
Es un lienzo de gran tamaño representando la muerte de la Virgen María. Era un tema debatido y no resuelto por la doctrina católica. Este cuadro se realizó en un tiempo en que el dogma de la Asunción de María no se había enunciado formalmente ex cátedra por el papa. Aunque su asunción en cuerpo y alma sea un dogma, no hay evidencia documental en relación con la muerte de la Virgen. Cómo murió no es un dogma. Algunos imaginaron una dormición post mortem como un momento en el que Dios resucitó su cuerpo no pútrido y lo llevó al cielo. Otros señalaron que no sintió dolor ni enfermedad, ni miedo por la muerte, pues murió sin pecado, y que ella fue asumpta en cuerpo sano y alma antes de la muerte.
La pintura recuerda al Entierro de Cristo en el Vaticano en cuanto a su tamaño, sobriedad y el naturalismo fotográfico. Su naturalismo es típico de la Contrarreforma.
Las figuras casi tienen tamaño real.  El centro de atención del cuadro es la figura de la Virgen María, representada de manera muy parecida a una mujer del pueblo, sin atributos místicos, evidenciándose su santidad sólo en el halo. Por otro lado, la María de Caravaggio sí está muerta; sus pies, hinchados.  No hay una nube de querubines llevándola al cielo como hizo una década antes Annibale Carracci en la Capilla Cerasi. No representa una asunción sino su muerte, con la mano apuntando al suelo. Si sintió dolor o no es algo que no se sabe, pero queda claro que es víctima de una enfermedad.  Sus contemporáneos acusaron a Caravaggio de usar como modelo de la Virgen a una prostituta.
Alrededor de la Virgen se encuentran María Magdalena  y los Apóstoles.  En primer plano, María Magdalena llora sentada en una simple silla, con la cabeza entre las manos. Los Apóstoles, a su alrededor, también se muestran entristecidos, pero no mediante expresiones exageradamente emotivas, sino ocultando los rostros. Caravaggio, maestro de los lienzos oscuros y tenebristas, no está interesado en un ejercicio manierista que capte la variedad de emociones.  De alguna forma este es un dolor silencioso, no una llamada a los plañideros.  Los gemidos discurren en un silencio emocional sin rostro.  El hombre mayor a la izquierda puede ser san Pedro, y el que se arrodilla, a su lado, quizá sea Juan el Evangelista.
La escena transcurre en un ambiente humilde. Los colores son muy oscuros, con los únicos toques luminosos del rojo de la ropa de la muerta y un gran telón rojo que pende por la parte superior del lienzo, motivo usual en un cuadro fúnebre. Es prácticamente el único elemento de una escenografía pobre.
Nada hay en este cuadro que revele la naturaleza sagrada de su tema. Su tratamiento es naturalista, incluso brutal y de gran crudeza, lo que motivó su rechazo. Para comprender el cuadro se ha de tener presente que Caravaggio estaba próximo a las posiciones pauperísticas de muchos movimientos religiosos contemporáneos, como los Oratorianos, sus variantes iconográficas fueron realizadas teniendo presente las exigencias devocionales de estos movimientos: la Virgen es retratada como una joven, porque representa alegóricamente la Iglesia inmortal, mientras que el vientre hinchado, simboliza la gracia divina de la que está "grávida". Algunos consideran inadecuado este último particular, nace la leyenda de que el artista se inspiró en una prostituta ahogada en el río Tíber.
Se trata de una obra trascendental dentro de la historia de la pintura. El tema sagrado se ha despojado de todo manierismo e irrealidad. Los personajes se representan según modelos del natural, personas del pueblo, y se iluminan de manera tenebrista. Representa de manera realista el dolor de la pérdida de un ser querido. En este sentido, se acerca al tratamiento que pintores de la Reforma como Rembrandt dieron a los temas religiosos.